# Pfinz

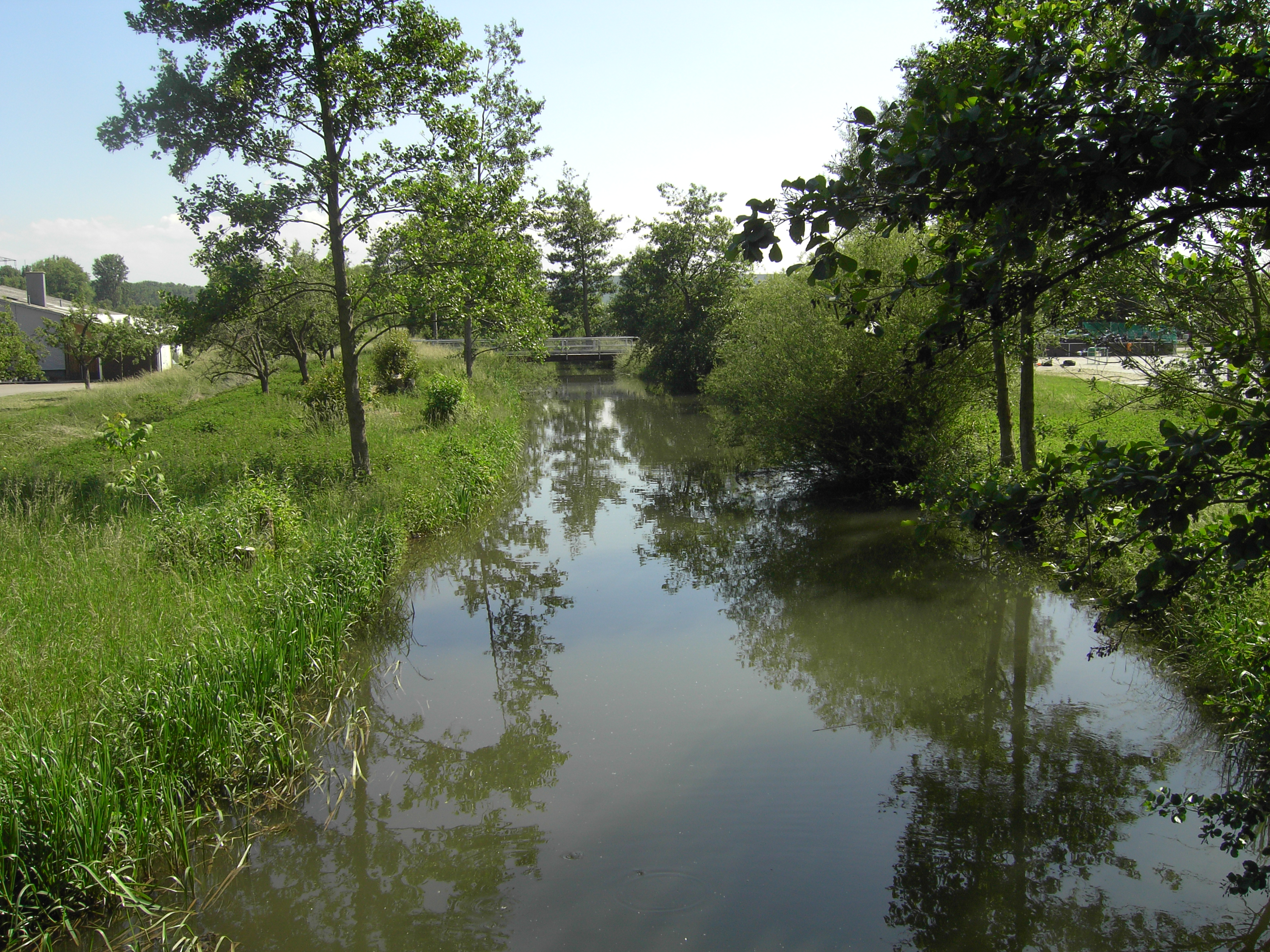
Pfinz koło Stutensee-Blankenloch

Pfinz – prawy dopływ Renu o długości 60 km, płynący na terenie Badenii-Wirtembergii.
Źródła Pfinzu znajdują się na północnym skraju Schwarzwaldu w okolicy Straubenhardt-Pfinzweiler. Koło Durlach Pfinz wpływa na Równinę Reńską i płynie dalej, dzieląc się na wiele rowów i kanałów, częściowo przez północny skraj miasta Karlsruhe i przez miejscowości położone dalej na północ w kierunku północno-zachodnim. W Dettenheim-Rußheim uchodzi do Renu. Przed ujściem Pfinz przecina dwa kanały przeciwpowodziowe – koło Hagsfeld i Dettenheim-Rußheim.
Od nazwy rzeki nazwano gminę Pfinztal, powstałą poprzez połączenie kilku miejscowości położonych nad Pfinzem. Okolice rzeki noszą tradycyjnie nazwę Pfinzgau.